# DR-Baureihe 02
Die Dampflokomotiven der Baureihe 02 waren Einheits-Schnellzuglokomotiven der Deutschen Reichsbahn-Gesellschaft (DRG) mit Vier-Zylinder-Verbundtriebwerk. Die 02 001 war die erste fertiggestellte Einheitsdampflokomotive der DRG.

## Geschichte
Die Deutsche Reichsbahn führte bei der Beschaffung einer Einheits-Schnellzugdampflokomotive einen Vergleich einer Heißdampf-Zwillingsbauart (Baureihe 01) mit einer Vierzylinder-Verbundbauart (Baureihe 02) durch. Jeweils zehn Vorausexemplare beider Typen wurden ab 1925 gebaut. Die Fahrzeuge der Baureihe 02 erhielten die Betriebsnummern 02 001–02 010. Die ersten acht Lokomotiven wurden 1925 durch die Firma Henschel, zwei weitere 1926 von Maffei hergestellt.
Da die Dampfmaschine der Baureihe 02 unzureichend ausgelegt war, konnte die Verbunddampfmaschine erst bei Geschwindigkeiten oberhalb 70 km/h eine ansprechende, höhere Leistung entwickeln. Unterhalb von 100 PSi war zudem der Dampfverbrauch höher als bei der Baureihe 01 – ein Kritikpunkt.
Da die Fahrzeuge zudem gegenüber der Baureihe 01 ein komplizierteres und bauartbedingt wartungsaufwändigeres Triebwerk besaßen, wurden keine weiteren hergestellt. Von 1937 bis 1942 wurden die Fahrzeuge im RAW Meiningen sukzessive auf Zweizylindertriebwerke umgebaut und mit den Betriebsnummern 01 011 und 01 233–01 241 in die Baureihe 01 eingereiht.
Der Vergleichsbetrieb der Loks der Baureihen 01 und 02 fand in den Bahnbetriebswerken Erfurt P, Hamm (Westf) P und Hof statt. Schon in den späten 1920er Jahren waren alle 02 in Bw Hof konzentriert, das Erfahrung mit dem Betrieb von Vierzylinderverbundloks besaß (Bayerische S 3/6 / DR 18.4-5 bzw. Sächsische XII HV / DR 17.7). Dafür musste das Bw Hof aber zunächst seine 01 abgeben. Auch nach dem Umbau blieben die Loks in Hof, so dass sie nach dem Krieg alle zur Deutschen Bundesbahn (DB) kamen. Die letzte ehemalige 02 – 02 003, umgebaut zur 01 234 – wurde am 8. Mai 1972 in Hof ausgemustert.
Die Fahrzeuge waren als Übergangslösung z. T. (?) mit einem Schlepptender der Bauart 2’2 T 30 geliefert worden. Später waren sie alle mit einem Schlepptender der Bauart 2’2’ T 32 ausgestattet.

## Lokomotivliste
| Urspr. Nr. | Hersteller | Abnahmedatum | Abnahme-Bw     | Nr. nach Umbau | Umbaudatum | Ausmusterung | Ausmusterungs-Bw |
| ---------- | ---------- | ------------ | -------------- | -------------- | ---------- | ------------ | ---------------- |
| 02 001     | Henschel   | 31.12.1925   | Hof            | 01 011         | 14.09.1937 | 30.11.1964   | Hagen-Eckesey    |
| 02 002     | Henschel   | 31.12.1925   | Erfurt P       | 01 237         | 30.11.1939 | 04.03.1966   | Hof              |
| 02 003     | Henschel   | 31.12.1925   | Erfurt P       | 01 234         | 17.09.1938 | 08.05.1972   | Hof              |
| 02 004     | Henschel   | 31.12.1925   | Erfurt P       | 01 241         | 15.11.1942 | 11.12.1962   | Hannover         |
| 02 005     | Henschel   | 31.12.1925   | Hamm (Westf) P | 01 233         | 07.04.1938 | 01.09.1965   | Gießen           |
| 02 006     | Henschel   | 31.12.1925   | Hamm (Westf) P | 01 239         | 11.07.1941 | 04.03.1966   | Hof              |
| 02 007     | Henschel   | 31.12.1925   | Hamm (Westf) P | 01 236         | 21.09.1939 | 04.03.1966   | Hof              |
| 02 008     | Henschel   | 31.12.1925   | Hof            | 01 240         | 15.10.1942 | 02.10.1968   | Hof              |
| 02 009     | Maffei     | 31.12.1926   | Hof            | 01 238         | 16.05.1940 | 28.04.1946   | Hof              |
| 02 010     | Maffei     | 31.12.1926   | Hof            | 01 235         | 21.11.1938 | 02.10.1968   | Trier            |